# 萬士英
萬士英（1572年—？），號鍾岷，貴州銅仁府民籍四川成都府内江縣人，明朝政治人物。

## 生平
萬曆二十五年（1597年）丁酉科贵州乡试舉人，二十六年（1598年）戊戌科進士，吏部觀政，二十八年授官河南開封府祥符县知县，三十二年考察調簡。

## 家族
曾祖萬裕，州判。祖父萬涷，听选官。父萬宗孟，原任卫所经历，以子貴，封祥符知县。